# 朱布加
朱布加（羅馬化：Dzhubga，名称可能来自于“风”一词）是俄罗斯克拉斯诺达尔边疆区的市级镇，属图阿普谢区，南临黑海，地处克拉斯诺达尔边疆区南部，在区行政中心图阿普谢西北、边疆区首府克拉斯诺达尔西南方。同名小河在该地流入黑海。A147公路经过该地，M4公路经过该地北侧。
该地2021年人口有5,574人；2010年人口5,223；2002年人口5,246；1989年人口3,557。